# Корпонай, Адальберт Тибериевич
Адальбе́рт Тибе́риевич Корпона́й  (18 апреля 1966, Ракошино, Закарпатская область — 23 апреля 2017, Шацк, Волынская область) — украинский футболист, полузащитник. Двое его братьев — Тиберий и Иван — также футболисты.

## Игровая карьера
Играть в футбол начал в 1986 году во время службы в армии. Играл в составе команды Прикарпатского военного округа. Команда выступала в Чемпионате Вооруженных Сил Советского Союза, где заняла первое место. После возвращения из армии продолжил играть в футбол профессионально.
Тренеры Кварцяный и Маркевич пригласили молодого игрока в луцкий ФК «Торпедо». В волынской команде Адальберт играл рядом с братом Тиберием в нападении. Однажды отличился покером в ворота мариупольского «Новатора». Со временем был переведён в полузащиту.
В 1989 году состоялся первый переход Адальберта в кременчугский «Кремень». В команде второй лиги двадцатитрёхлетний игрок провёл в только в чемпионате за сезон 40 матчей.
В 1990 году по приглашению Леонида Ткаченко переехал в Харьков. В составе «Металлиста» Корпонай выступал преимущественно за дубль. В высшей лиге чемпионата СССР провёл всего один матч. Ещё 3 матча сыграл в розыгрыше Кубка СССР.
В «Металлисте» закрепиться не вышло, и Корпонай возвратился в «Кремень». С этой командой сыграл ещё два сезона в чемпионате СССР, дебютировал в высшей лиге чемпионата Украины, сыграл в полуфинале Кубка Украины 1995/96. За восемь сезонов (с перерывами, с учётом сезона 1989) выходил на поле в составе «Кремня» более чем в двухстах официальных матчах. В этот период дважды тренером кременчугцев становился брат Адальберта — Тиберий (1993, 1994—1995), также играл в команде и третий брат — Иван (1990—1992, 1994—1996).
Кроме «Кремня» Адальберт недолго выступал в высшей лиге за «Металлург» (Запорожье) (11 матчей) и «Николаев» (3 матча).
В 1997 году перешёл в «вылетевшую» из высшей лиги «Ниву» (Винница), где провёл два неполных сезона. В 2000—2001 годах выступал в любительском клубе «Ковель-Волынь».
После завершения игровой карьеры проживал в Шацке. Являлся президентом местного спортивного клуба «Свитязь», футбольная команда которого играла в первенстве области. Работал в Федерации футбола Волыни, возглавлял комитет пляжного футбола, инспектировал игры чемпионата Волынской области.